# غاياتري جوشي
غاياتري جوشي هي متسابقة ملكة الجمال وعارضة وممثلة هندية، ولدت في 20 مارس 1977 بناغبور في الهند.

## أعمال

### أفلام
- (2004) سواديس

## وصلات خارجية
- غاياتري جوشي على موقع IMDb (الإنجليزية)
- غاياتري جوشي على موقع أول موفي (الإنجليزية)
- غاياتري جوشي على موقع قاعدة بيانات الأفلام السويدية (السويدية)
- غاياتري جوشي على موقع قاعدة بيانات الفيلم (الإنجليزية)